# Obrež Kalnički
Obrež Kalnički falu Horvátországban Kapronca-Kőrös megyében. Közigazgatásilag Nagykemlékhez tartozik.

## Fekvése
Kőröstől 14 km-re északnyugatra, községközpontjától  3 km-re délnyugatra a Kemléki-hegység lejtőin fekszik.

## Története
1857-ben 215, 1910-ben 308 lakosa volt. A falu a trianoni békeszerződésig Belovár-Kőrös vármegye Körösi járásához tartozott. 2001-ben 176 lakosa volt.

## Külső hivatkozások
Nagykemlék község hivatalos oldala